# Accord mets-vin
Ne doit pas être confondu avec Foodpairing.

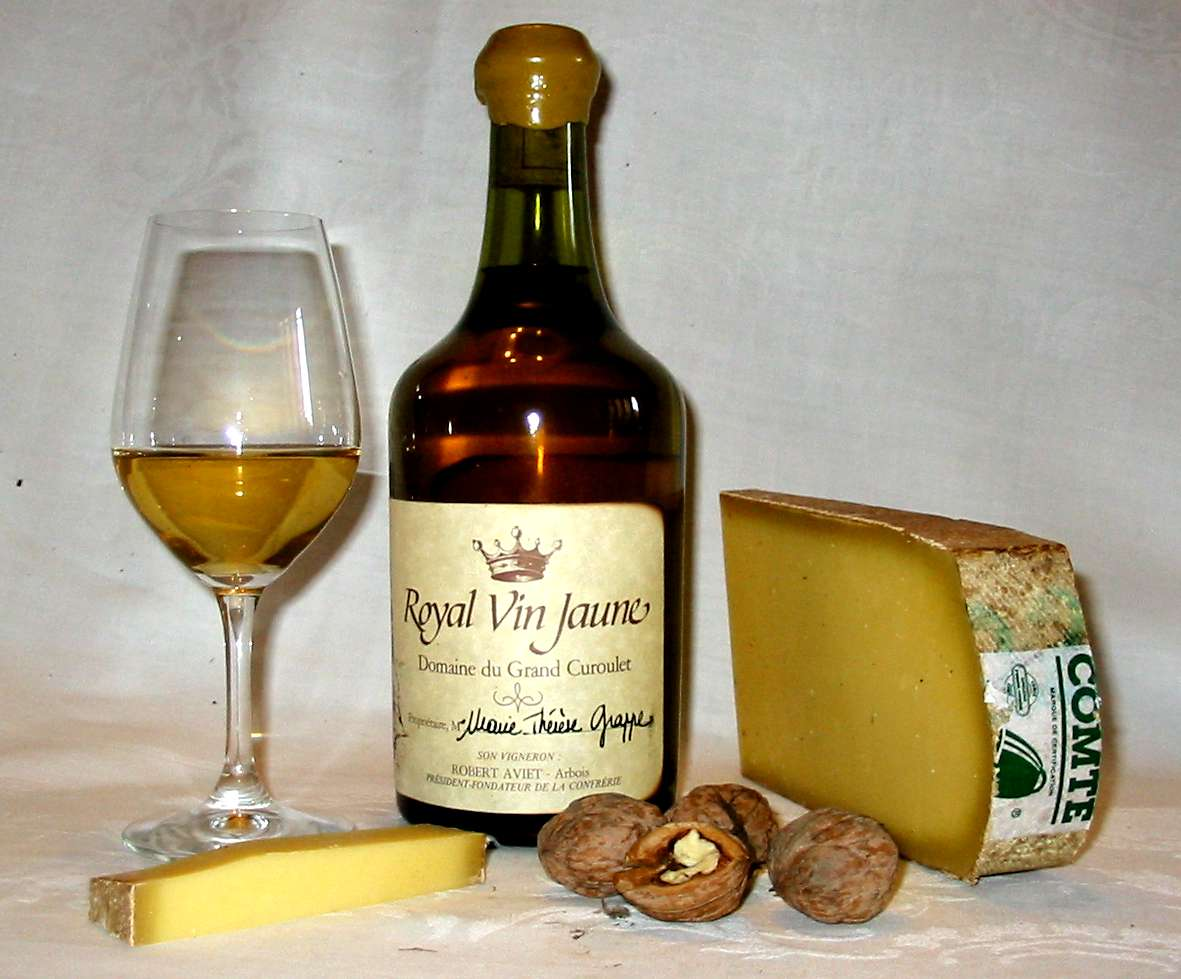
Verre de vin jaune avec noix et Comté.

Un accord mets-vin est une pratique culinaire qui consiste à associer un plat avec un vin spécifique dans le but d'harmoniser les saveurs des deux éléments pour améliorer l'expérience gustative. Cette pratique est un art ancien, transmis au fil des siècles, et repose sur la complémentarité entre les caractéristiques du vin et celles du plat. Un bon accord mets-vin permet de mettre en valeur à la fois le vin et la nourriture, créant ainsi une expérience sensorielle enrichissante.
Dans de nombreuses cultures, le vin est depuis longtemps un élément de base de l’art de la table. Les traditions viticoles et culinaires d'une région ont évolué ensemble au fil des ans. L’« art » moderne des accords mets-vins est un phénomène relativement récent. Ce dernier a donné naissance à une industrie de livres et de médias proposant des recommandations pour l'association de plats et de vins. Dans le secteur de la restauration, les sommeliers sont présents pour faire des recommandations aux clients.
L'objectif principal de l'accord mets-vin est d'établir une harmonie entre les caractéristiques du vin (arômes, acidité, tanins, etc.) et les éléments du plat (saveurs, textures, intensité des arômes, etc.). Lorsqu'il est réussi, un bon accord peut enrichir l'expérience gastronomique, en permettant de mieux apprécier les saveurs du vin et du plat. L'accord mets-vin est parfait quand les sensations gourmandes produites par les mets et les vins s'harmonisent délicatement pour atteindre une certaine perfection qu'elles n'auraient obtenues séparément. Néanmoins, le goût et le plaisir sont très subjectifs et ce qui peut être un accord « parfait » pour un dégustateur peut être moins agréable pour un autre.
Bien qu'il n'existe pas vraiment de code régissant avec précision les accords mets et vins, il existe deux principales approches :
- l'accord horizontal : un seul vin avec un seul plat ;
- l'accord vertical : les vins et plats qui précèdent et succèdent sont pris en compte.

## Histoire
L'art de marier les mets et les vins remonte à l'Antiquité, bien que les premières références écrites à des accords précis entre vins et plats datent de l'époque médiévale. En France, l'accord mets-vin est devenu une partie intégrante de la culture gastronomique, notamment à partir du XVIIe siècle avec l'essor de la cuisine raffinée. Les sommeliers et les chefs ont depuis lors développé des règles et des principes pour guider le choix des vins à associer avec différents types de mets.

## Accord horizontal
Les accords mets-vins se fondent sur plusieurs principes de base, qui visent à équilibrer les saveurs des plats et des vins. Il s'agit donc de trouver la parfaite harmonie entre un plat et un vin. Les principales considérations comprennent, :

### Équilibre des saveurs
Certaines saveurs réagissent quand elles se retrouvent associées, aussi faut−il prendre en compte la saveur dominante du plat lors de l'accord mets et vins. Le meilleur compromis se trouve entre l'équilibre de la texture du plat principal, de sa saveur dominante, de la saveur dominante de la garniture avec l'équilibre acide/onctuosité/moelleux d'un vin blanc ou l'équilibre des saveurs acides/onctuosité et de l'astringence d'un vin rouge :
- l'intensité : les plats riches et puissants, comme un rôti de viande ou un fromage affiné, se marient bien avec des vins ayant une forte structure (par exemple un vin rouge corsé). Les plats plus légers, comme les fruits de mer ou les salades, demandent des vins plus légers et frais (tels qu'un vin blanc sec ou un rosé) ;
- l'acidité : l'acidité du vin joue un rôle clé dans l'accord mets-vin. Les vins acides, comme le sauvignon blanc ou le pinot noir, peuvent bien se marier avec des plats acides (comme les salades, les tomates ou les agrumes) car l'acidité du vin équilibre celle du plat ;
- le sucré : les plats sucrés, comme les desserts, se marient bien avec des vins doux ou liquoreux (par exemple, un sauternes pour un foie gras ou un vin de dessert pour un gâteau au chocolat) ;
- le salé : un plat salé peut être équilibré par un vin avec un peu de douceur ou de fruité, comme un vin de Loire ou un vin de Provence ;
- les tanins : les vins rouges avec des tanins prononcés, comme un cabernet sauvignon, sont souvent associés à des viandes rouges ou des plats riches en protéines, car les tanins aident à couper la richesse et la graisse.

### Accord de mariage: complémentarité des saveurs
Cette méthode consiste à choisir des vins qui complètent les saveurs du plat dans le but de mettre en valeur les arômes du plat. Par exemple, un vin aux notes fruitées et florales peut accompagner un plat à base de fruits ou de légumes grillés.

### Accord de contraste: opposition des saveurs
L’idée est de créer un contraste entre les saveurs du vin et du plat. En effet, l’opposition peut créer parfois un équilibre intéressant, comme un vin rouge tannique qui contraste avec un plat gras. Par exemple, un bordeaux tannique peut s'accorder à merveille avec un steak grillé, où les tanins du vin équilibrent la graisse de la viande.

### Accords régionaux
Les accords mets-vins sont également influencés par la région viticole d'origine du vin. On considère qu'un plat régional s'accorde plus facilement avec un vin de la région. En effet, les cuisines régionales et les vins locaux ont souvent évolué ensemble. Par exemple :
- le vin rouge de Bourgogne se marie traditionnellement avec les viandes blanches ou les plats à base de champignons, ce qui reflète les traditions culinaires de cette région.
- le vin de Provence, qu'il soit blanc ou rosé, est associé à la cuisine méditerranéenne, incluant les poissons grillés et les plats à base d'herbes et d'ail.
- le sancerre avec le crottin de Chavignol, tous deux produits dans le Sancerrois.

## Accord vertical
L'accord vertical consiste à harmoniser les vins avec les plats tout en conciliant les vins entre eux. Les principes de base sont les suivants :
- les vins blancs se servent avant les vins rouges ;
- les vins jeunes se servent avant les vins de garde ;
- les vins secs se servent avant les vins liquoreux ;
- on sert les vins des moins alcoolisés aux plus alcoolisés ;
- on sert les vins des plus frais vers plus chambrés ;
- on évite de servir plus de trois vins différents, car le palais sature au−delà.

En résumé, le vin que l'on boit ne doit jamais faire regretter celui que l'on vient de boire.

## Autres facteurs
D'autres facteurs peuvent influencer sur les accords mets-vins :
- la saison : un vin rouge puissant est moins convenable pendant un repas estival ;
- le moment : un vin rouge léger et frais est plus convenable pour un déjeuner ;
- le type de repas et le nombre de convives ;
- le millésime.

## Types de vins et leurs accords typiques
Voici quelques exemples d'accords typiques :

### Vins rouges
- cabernet sauvignon : s'accorde bien avec les viandes rouges grillées, comme un steak ou un agneau rôti ;
- pinot noir : excellent avec des volailles rôties ou des plats à base de champignons ;
- syrah : idéal pour les viandes épicées ou les plats à base de sauce barbecue.

### Vins blancs
- chardonnay : se marie avec des plats riches comme le homard, le crabe, ou un poulet à la crème ;
- sauvignon blanc : parfait avec les fruits de mer, les salades et les plats frais à base de légumes ;
- riesling : accompagne bien les plats épicés de la cuisine asiatique, comme un curry thaïlandais.

### Vins oranges
Les vins oranges, obtenus par macération prolongée de raisins blancs avec leurs peaux, présentent une structure tannique ainsi qu’une palette aromatique complexe. Ils s’accordent particulièrement bien avec des fromages affinés (comme le comté, le gruyère ou le roquefort), des plats épicés (curry, tajines, cuisine indienne), des viandes blanches en sauce, ainsi que des produits de charcuterie.

### Vins rosés
Les vins rosés, plus légers, sont souvent associés à des repas estivaux. Ils se marient avec des viandes blanches, des salades, ou des plats de poisson grillé.

### Vins doux et liquoreux
- sauternes : idéal avec des fromages bleus ou des desserts à base de fruits, comme une tarte aux pommes ou une crème brûlée.

### Vins effervescents
Les vins effervescents, comme le champagne ou les crémants, accompagnent aussi bien l’apéritif que les plats. Le champagne brut se marie avec les fruits de mer et les poissons, tandis que les champagnes rosés ou demi-secs peuvent accompagner des plats épicés ou des desserts aux fruits. Les crémants conviennent aux entrées, aux viandes blanches ou aux fromages frais.

### Conclusion
L'accord mets-vin est un aspect fondamental de l'art culinaire, qui permet de sublimer les saveurs des repas et des vins. Bien que des règles générales existent, l'essentiel reste une question de goûts personnels et de découvertes. Chaque repas offre une nouvelle occasion d'explorer des combinaisons qui enrichissent l'expérience gastronomique. La clé réside dans l'équilibre, la complémentarité et parfois l'opposition des saveurs, afin de créer une harmonie parfaite entre les mets et le vin.